# Дворец культуры железнодорожников (Владивосток)
Дворец культуры железнодорожников — здание дворца культуры во Владивостоке. Построено в 1927—1933 годах. Авторы типового проекта — И. А. Голосов, В. Д. Кокорин, Н. Я. Колли, архитектор-строитель — инженер П. М. Николаев. Историческое здание по адресу Партизанский проспект, 62А сегодня является объектом культурного наследия Российской Федерации.

## История
Дворец культуры железнодорожников является одним из первых культурно-просветительских зданий, построенных во Владивостоке после установления в городе советской власти. Построен в 1927—1933 годах. За основу при строительстве взят типовой проект рабочего Дворца культуры на 1200 мест, разработанный известными советскими архитекторами И. А. Голосововым, В. Д. Кокориным и Н. Я. Колли. Привязал проект к местности и руководил строительством инженер П. М. Николаев.
В 1932 году был сдан в эксплуатацию малый зал на 250 человек и фойе (тогда здание ещё носило имя Первореченского железнодорожного клуба им. десятой годовщины Октябрьской революции). К 1935 году был окончательно оформлен большой зал на 914 мест, аудитории для занятий киноклуба, кружков рисования, фото-клуба, изостудии, а также две большие библиотеки. Фойе Дворца было оборудовано специальными крепежами для проведения выставок живописи и фотографии.
В годы Великой Отечественной войны здание Дворца служило военным госпиталем и призывным пунктом. До 1945 года клуб и библиотека при нём были эвакуированы в Уссурийск. В 1946 году Дворец культуры был снова открыт во Владивостоке.
Здание Дворца культуры два раза подверглось реконструкции по проекту архитектора И. И. Петренко — в 1948 и 1953 годах.

## Архитектура
По очертаниям в плане здание напоминает самолёт, в чём, возможно, отражается символика архитектурных поисков советского конструктивизма. Между двумя 2 — 3-этажными крыльями располагается объём зрительного зала со сценической коробкой, соединённой с ними криволинейными вставками. Здание имеет сложную композицию, необычные ракурсы сдвинутых и повёрнутых друг к другу объёмов.
По другой версии здание строилось к 10-ти летнему юбилею Октябрьской революции и построено в форме серпа и молота (до 1945 года назывался – "Клуб железнодорожников станции Первая Речка имени 10-летия Октябрьской революции").
- Вид справа
- Фойе